# Symfonie nr. 1 (Riisager)
Knudåge Riisager voltooide zijn Symfonie nr. 1 op 1 juni 1925. 
Het betekende het eerste werk binnen het klassieke genre symfonie, alhoewel zijn opus 7 een sinfonietta was. De symfonie viel echter na de première op 17 juli 1926 onder leiding van Fredrik Schnedler-Petersen in het Tivoli Theater tussen het wal en het schip. Voor de behoudender ingestelde muziekliefhebbers voldeed het werk niet aan de traditie die zowel de Duitse symfonieschrijvers als Carl Nielsen hadden ingezet. Andere, meer vooruitstrevende liefhebbers van muziek vonden de symfonie niet modern genoeg klinken. De symfonie bleef op de plank liggen en werd nooit officieel uitgegeven, noch verschenen er veelvuldig opnamen van.
De symfonie kent een driedelige opbouw:
1. Allegro ritmico e con brio
2. Andante recitativo
3. Allegro focoso

Deel 1 is geschreven in een niet complete sonatevorm. Riisager koos hier voor aanpassingen in orkestratie (Franse symfonietraditie) in plaats van de pure sonateregels (Duitse symfonietradtie). Het zou te maken kunnen hebben met de aversie tegen alles wat Duits was in de nasleep van de Eerste Wereldoorlog. Een andere reden werd gezocht in het feit dat Riisager gewoon iets anders wilde schrijven dan gangbaar was. Deel 1 sluit af met een coda. Deel 2, wat zou moeten staan voor de uitdieping, werd door de componist licht qua klank gehouden. Het scherzo werd door Riisager weggelaten, hij ging direct door naar de finale. Alle drie de delen zijn wel gebonden door terugkerende thema’s en/of motieven.
Toen de symfonie in 2011 op compact disc uitkwam, waren de meningen unaniem. Het zou te licht gekleurd zijn voor een symfonie en niet Riisagers beste werk. Het tweede deel stak daarbij met kop en schouders boven de rest uit, was de algemene mening.     